# Magyarberéte

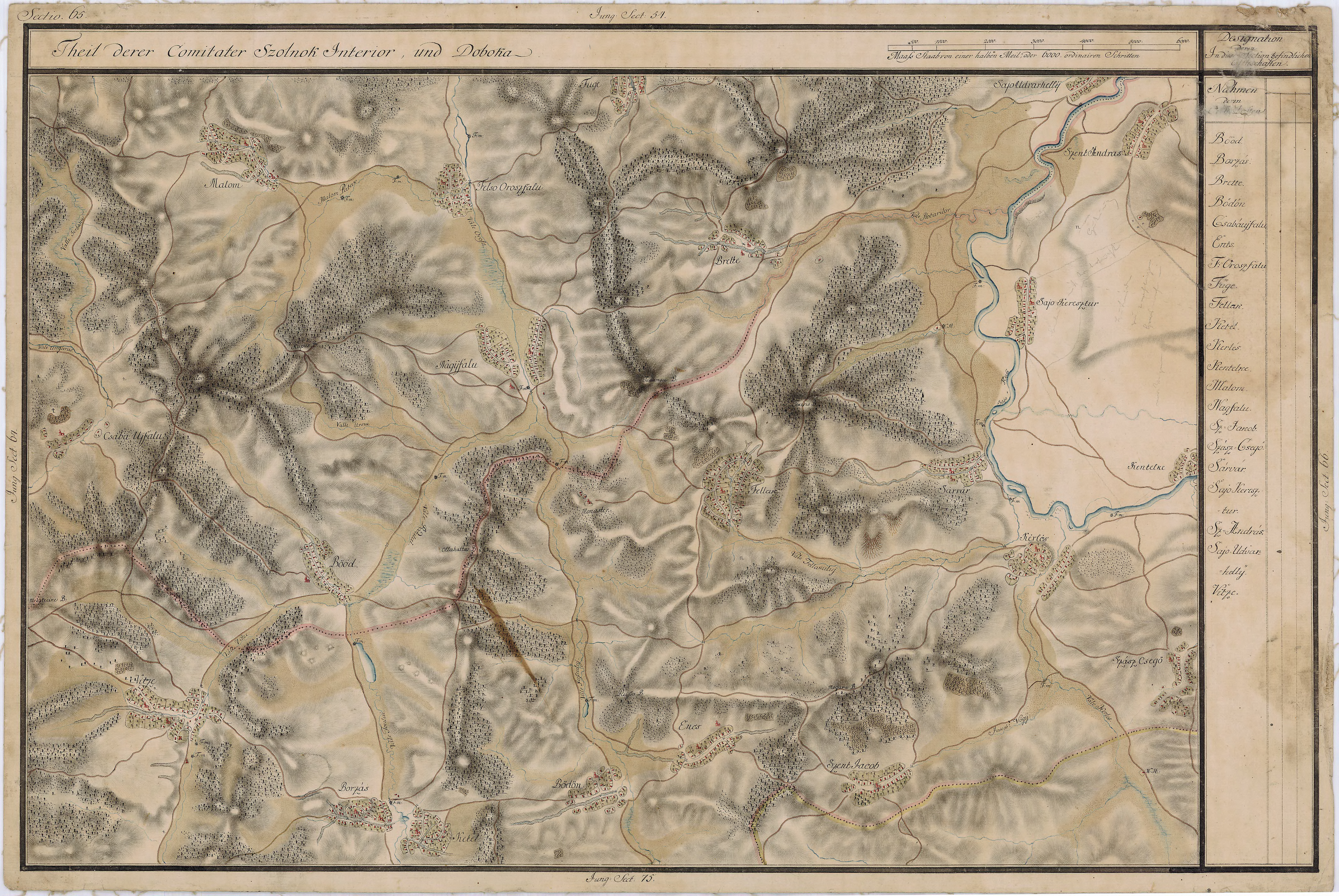
Magyarberéte és környéke egy régi térképen

Magyarberéte (románul: Bretea) falu Romániában, Erdélyben, Beszterce-Naszód megyében.

## Fekvése
Bethlentől délkeletre, bal oldalon a Sajóba ömlő patak völgyében fekvő település.

## Nevének eredete
Nevét a német brecht: irtovány szótól és szász lakosaitól vette.

## Története
Magyarberéte, Beréte első lakói szászok voltak. Nevét 1329-ben említette először oklevél Berethe néven.
Nevének további változatai:1482-ben Zaazberke (Kádár II. 280), 1530-ban Zazberethe, 1587-ben Vdwarhelly, Zaz Brette, 1744-ben Magyar-Bréte (Kádár II. 280), 1808-ban Bréte ~ Brétte, Bretye, 1861-ben Bréte, 1888-ban Szász-Bréte (Bretya), 1913-ban Magyarberéte.
Kezdettől fogva a Becsegergely nemzetségből származó Somkereki család birtoka volt és Somkerék sorsában osztozott.Később a Somkerekiek  a szintén Becsegergely nemzetségbeli Bethlenieknek és Almakerekieknek vetették zálogba.
1305-ben említették birtokosait: a gróf Bethlenek őseit; az az évi birtokmegosztáskor Brétét Apa fia Jakab nyerte. Ezen Apafi Jakab fiát Andrást, a vele egy nemzetségbeli Somkereki Giléth fiai: László, Mihály és Becse, e birtok miatt perbe fogták, de 1329-ben a Somkerekiek arról az Apafiak javára lemondottak. 1484-ben Berethe néven a Somkeréki Erdélyiek birtoka volt. 1549-ben egy oklevél szerint Somkeréki Erdélyi István ZazBerethe-n négy jobbágytelket adott familiárisának: Teremi Tamásnak. 1553-ban Alsobreethe a Somkeréki Erdélyiek egészbirtoka volt.
A községet, mint neve is mutatja, az ide beköltöző szászok alapították. 1600 körül a hagyomány szerint ide húzódtak fel, mint biztosabb menedéket nyújtó helyre, Somkerék tájékáról Puszta-Bréte lakosai. A község lakóinak nagyobb része magyar volt, a románok csak 1657 után kezdtek ide lassanként Moldvából beszivárogni.
1898-ban említették fából épített templomát is, mely szent Gábor és Mihály arkangyal tiszteletére volt szentelve. Harangjai 1757-ből valók voltak.
A trianoni békeszerződés előtt Szolnok-Doboka vármegye Bethleni járásához tartozott.
1910-ben 411 lakosából 311 magyar, 90 román volt. Ebből 105 görögkatolikus, 290 református, 14 izraelita volt.
1983-ban 400 körüli, nagyrészt magyar lakosságú szórványtelepülés, melyben gyakoriak a Kocsis, Nagy, Rémán, Szatmári, Székely családnevek. Lakói főként szőlő- és gyümölcstermesztéssel foglalkoznak.